# Beachhandball-Ozeanienmeisterschaften 2013
Die Beachhandball-Ozeanienmeisterschaften 2013, die kontinentalen Meisterschaften der Oceania Continent Handball Federation (OHF), waren die erste Austragung des Wettbewerbs. Die Spiele wurden vom 23. bis 24. Februar am Maroubra Beach, Sydney, Australien, ausgetragen.

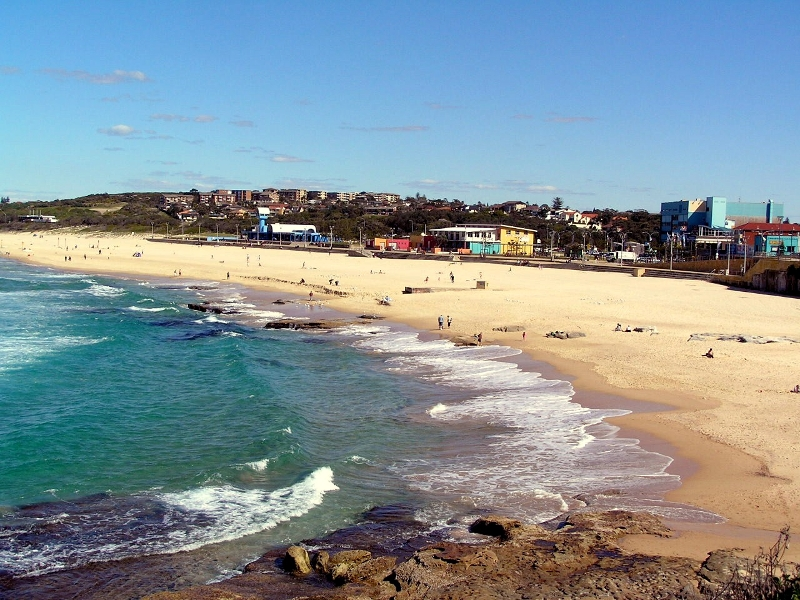
Maroubra Beach

An den ersten kontinentalen Meisterschaften im Beachhandball in Ozeanien nahmen nur Vertreter der Verbände von Australien und Neuseeland teil, der im kontinentalen Maßstab starke Verband aus Neukaledonien stellte bislang keine Mannschaft. Sowohl Australien als auch Neuseeland, die beide schon Teams bei Weltmeisterschaften beziehungsweise World Games gestellt hatten, waren mit Mannschaften beider Geschlechter angetreten. Australien konnte sich in beiden Spielen klar mit 2:0 durchsetzen. Das Turnier war zugleich die Qualifikation für die World Games 2013.
| Frauen | Maroubra Beach, Sydney, Australien | Australien | 2:0 | Neuseeland | nur zwei Teilnehmer | nur zwei Teilnehmer | nur zwei Teilnehmer |
| Männer | Maroubra Beach, Sydney, Australien | Australien | 2:0 | Neuseeland | nur zwei Teilnehmer | nur zwei Teilnehmer | nur zwei Teilnehmer |

## Platzierungen teilnehmenden Nationalmannschaften
| Nation         | Frauen | Männer |
| -------------- | ------ | ------ |
| Australien     | 01     | 01     |
| Neuseeland     | 02     | 02     |
| Teilnehmerzahl | 02     | 02     |

| Legende | Legende | Legende | Legende              |
| ------- | ------- | ------- | -------------------- |
| 1       | 2       | 3       | Podest-Platzierungen |